# Rabat-Ville
Rabat-Ville – stacja kolejowa w Rabacie, w regionie Rabat-Sala-Zammur-Zair, w Maroku. Stacja posiada 2 perony.